# Bibliotheca Zriniana
Bibliotheca Zriniana (u prijevodu: Zrinska knjižnica), zbirka knjiga hrvatskog bana Nikole Zrinskog iz 17. stoljeća. Utemeljena je u Čakovcu, ondašnjem sjedištu hrvatske velikaške obitelji Zrinskih, a godinom njezina osnutka smatra se 1662., kada je njezin vlasnik Nikola VII. Zrinski Čakovečki (*1620. – †1664.), državnik, vojskovođa i pjesnik, osmislio i dao izraditi stručni katalog. Kasnije je nekoliko puta premještana i bila dugo smještena izvan Hrvatske (završila je čak u Moravskoj, odnosno Češkoj), vrativši se na kraju u domovinu, gdje je danas pohranjena u Nacionalnoj i sveučilišnoj knjižnici u Zagrebu. 
Bibliotheca Zriniana jedna je od najstarijih i najvrjednijih obiteljskih knjižnica u Hrvatskoj, pa i jedno od najznačajnijih kulturnih blaga hrvatskog naroda uopće: njezina je vrijednost neprocjenjiva. Njezin reprezentativni i interdisciplinarni knjižni fond, sadržavajući mnoge raritete, sam po sebi govori o intelektualnoj profinjenosti svojeg najistaknutijeg vlasnika, dugogodišnjeg hrvatskog bana (1647. – 1664.), vodeće ličnosti hrvatske društveno-političke, kulturne, gospodarske i vojne scene u 17. stoljeću, poznate u cijeloj tadašnjoj Europi, poglavito po junaštvu u borbi protiv Turaka.

## Povijesni prikaz
Čakovečka renesansno-barokna knjižnica Nikole Zrinskog počela se formirati još u 16. stoljeću, za vrijeme Nikolinih predaka, najvjerojatnije od doba njegova pradjeda Nikole Šubića Zrinskog Sigetskog (*1508. – †1566.), a dopunjavala za djeda Jurja IV. (*1549. – †1603.), strica Nikole VI. (*oko 1570. – †1625.) i oca Jurja V. (*1599. – †1626.), ali je katalogizirana 1662. godine, kada je nastao stručni katalog o njenom sadržaju. Taj je katalog imao naslov Catalogus omnium librorum bibliothecae Chaktorniensis excellentissimi atque illustrissimi domini comitis Nicolai a Zrinio bani. Anno Domini 1662. die 10 octobris (u prijevodu „Katalog svih knjiga čakovečke knjižnice odličnog i presvijetlog gospodina grofa i bana Nikole Zrinskoga. Ljeta Gospodnjega 1662., dana 10. listopada“). Kako to u prigodnom katalogu izdanom za potrebe izložbe Zriniane u Čakovcu 2008. godine navodi ugledni prof. dr. Zvonimir Bartolić, bivši predsjednik čakovečkog ogranka Matice hrvatske, broj knjiga u njoj je u to vrijeme iznosio preko 500, točnije 431 popisan svezak i još oko 100 svezaka neobuhvaćenih popisom. Knjige popisane u Nikolinom katalogu podijeljene su na 11 tematskih skupina.
Poslije Nikoline nasilne smrti 1664. godine čakovečku su knjižnicu preuzeli njegova supruga Marija Sofija rođ. Löbl (†1676.) i sin Adam (*1662. – †1691.). Tijekom burnih godina Zrinsko-frankopanske urote i zauzimanja Čakovca od strane carske vojske te pljačkanja imovine Petra Zrinskog, Zriniana je spašena spletom sretnih okolnosti. Adam i njegova majka su se nešto ranije odselili iz Čakovca, a sa sobom su uzeli i svoje knjige, koje su tako izbjegle rizik izloženosti pljački. Prema dostupnim izvorima, najprije su neko vrijeme boravili u Varaždinu, zatim u Virovitici, da bi na kraju otišli u Beč, gdje se Adam školovao i oženio. Nakon njegove tragične pogibije kao potpukovnika Habsburške carske vojske u bitki kod Slankamena 1691. godine, njegova udovica Marija Katarina rođ. Lamberg (*1664. – †1717.) preudala se za grofa Maximiliana Arnošta II. Vlašima (*1665. – †1736.) iz Bitova (njem. Vöttau), grada koji se nalazi u jugozapadnom dijelu Moravske, jedne od zemalja češke krune. U grofovu dvorcu je, uz mnoge druge stvari iz Čakovca, smještena i knjižnica Zrinskih, ali je s vremenom završila u nekoj zabačenoj prostoriji, gdje je slučajno otkrivena mnogo kasnije, 1873. godine. Ubrzo ju je nakon tog otkrića, svjestan njezine vrijednosti, od nasljednika dotadašnjih vlasnika iz plemićke obitelji Daun, kupio bečki antikvar Samuel Kende, pa je ona jedno kraće vrijeme opet provela u Beču. 
Premda su za knjižnicu vrlo zainteresirani bili i Mađari, tadašnja je Hrvatska zemaljska vlada bila brža i spretnija, te ju za 12.000 forinti otkupila i tijekom 1892. ili 1893. godine dopremila u Zagreb, predavši ju na čuvanje u središnju hrvatsku bibliotekarsku instituciju, ondašnju Kraljevsku sveučilišnu knjižnicu, a sadašnju Nacionalnu i sveučilišnu knjižnicu, gdje je i danas.

## Građa
Od svog osnutka knjižnica je stalno dopunjavana, odnosno mijenjala je svoj sadržaj. Ostavština knjiga Nikole Zrinskog dopunjena je, među ostalim, nekim knjigama njegova brata Petra, šogorice Katarine i sina Adama, ali njen današnji fond sadrži preko tri četvrtine knjiga koje je posjedovao upravo Nikola. Prema dosadašnjim istraživanjima utvrđeno je da je ukupno 95 knjiga iz Zriniane ranije pripadalo knjižnici supružnika Petra i Katarine Zrinski, a njih 45 Adamu. U ostavštini potonjeg nalazilo se sveukupno, prema nekim izvorima, i preko 800 svezaka. Do 1893. godine očuvano je pak, prema navodu prof. Bartolića, samo 277 svezaka. Sadašnja knjižna građa Zriniane sadrži tiskane knjige svrstane pod 424 bibliotečne signature. U potonje se ne računaju rukopisi, koji se nalaze pod odvojenim signaturama. Dugotrajnim proučavanjem knjižne građe hrvatski i mađarski knjižničari i povjesničari su utvrdili da njen cjelokupni fond iznosi ukupno 731 bibliotečnu jedinicu, od kojih se najveći dio nalazi u Zagrebu, a manji je razasut po raznim knjižnicama i arhivima diljem Europe.
Osim knjiga koje je naslijedio od predaka, Nikola Zrinski je svoju obiteljsku biblioteku popunio materijalima koje je nabavljao iz raznih izvora, a bili su tiskani u renomiranim tiskarama diljem Srednje i Zapadne Europe, od Beča do Lyona i Pariza, te od Mletaka, Bologne i Rima do Antwerpena i Amsterdama, uključivši Frankfurt, Köln i Strassburg. Najviše je knjiga na latinskom jeziku, zatim na  talijanskom, pa njemačkom, mađarskom, hrvatskom, francuskom i drugim jezicima.
Među 424 knjižne jedinice, odnosno signature, koje su danas pohranjene u Nacionalnoj i sveučilišnoj knjižnici u Zagrebu, nalaze se djela starogrčke klasične književnosti (među kojima Ilijada i Odiseja), zatim djela starorimskih pisaca (Valerije Maksim, Plinije Stariji, Horacije, Vergilije, Julije Cezar itd.), nekoliko primjeraka Biblije, djela talijanskih kasnosrednjovjekovnih književnika (Ludovico Ariosto, Giovanni Boccaccio, Dante Alighieri, Francesco Petrarca), pa onih iz drugih zemalja (Englez Francis Bacon, Irac Mark Forstall, Flamanac Laurentius Beyerlinck), kao i domaćih autora („Adrianskoga mora sirena“ Nikole Zrinskog (izvornik na mađarskom jeziku), „Putni tovaruš“ Katarine Zrinske, „Podsjedanje Sigeta grada“ Franje Črnka (samo u latinskom prijevodu), „Povijest Trsata“ Franje Glavinića, „Kraljevstvo Slavena“ (na talijanskom jeziku) Dubrovčanina Mavra Orbinija, „Sažeti prikaz običaja Turaka“ (na latinskom) Bartola Đurđevića itd.). Kao posebna zanimljivost u Zriniani je zbirka pjesama pape Urbana VIII. iz razdoblja prije njegova papinstva, koju je papa osobno 1636. godine poklonio mladom Nikoli Zrinskom za vrijeme njegova boravka u Italiji. Osim beletristike ima tu knjiga o povijesnim temama, vojnoj doktrini, gospodarstvu, zemljopisu (nekoliko atlasa) i drugim područjima.
Čakovečka knjižnica Nikole Zrinskog sadrži niz svezaka raritetne vrijednosti, među koje spadaju i posebno vrijedni rukopisi, pa tako i Nikolin vlastitom rukom na mađarskom jeziku pisani već navedeni ep o sireni Jadranskoga mora (Adriai tengernek syrenaia).

## Nasljeđe
U spomen na znamenitu knjižnu zbirku koja se nekad nalazila u čakovečkoj rezidenciji Zrinskih, prijašnja socijalistička „Narodna knjižnica i čitaonica Čakovec“ je, nakon preseljenja u moderne prostorije izgrađene osamdesetih godina prošlog stoljeća, preimenovana i od tada nosi naziv Knjižnica „Nikola Zrinski“ Čakovec.

## Izdvojeni naslovi
- Petar Zrinski: „Adrianszkoga mora syrena“ (hrvatski prijevod izvornika Nikole Zrinskog)
- Mavro Orbini: „Il regno de gli Slavi“ (Kraljevstvo Slavena)
- Ana Katarina Zrinski rođ. Frankopan: „Putni tovaruš“

## Vanjske poveznice
- Fotografije s izložbe Zriniane u Čakovcu 2008. godine  Arhivirana inačica izvorne stranice od 4. ožujka 2016. (Wayback Machine)
- Bibliotheca Zriniana – najreprezentativniji uzorak knjižnica Karpatskog bazena  Arhivirana inačica izvorne stranice od 30. studenoga 2007. (Wayback Machine)
- Stručni katalog čakovečke knjižnice Nikole Zrinskog   Arhivirana inačica izvorne stranice od 1. siječnja 2016. (Wayback Machine)
- Bibliotheca Zriniana digitalizirana 2002. godine  Arhivirana inačica izvorne stranice od 27. ožujka 2016. (Wayback Machine)
- Izložba Nikoline knjižnice u Čakovcu 2008. godine[neaktivna poveznica]
- Izvorni znanstveni članak Bibliotheca Zriniana autora Ivana Kosića u časopisu „Kaj“
- „Povijest Bibliothece Zriniane“ grupe mađarskih autora  Arhivirana inačica izvorne stranice od 17. lipnja 2008. (Wayback Machine)
- Višestoljetna povijest svih knjižnica i čitaonica u Međimurju na mrežnim stranicama Knjižnice „Nikola Zrinski“ Čakovec
- Izložba Zriniane u Zagrebu 18. studenog 2014., na 350. obljetnicu pogibije bana Nikole Zrinskog  Arhivirana inačica izvorne stranice od 19. veljače 2015. (Wayback Machine)